# Gjacchän Norba
Gjälcchän Norbu (tibetsky རྒྱལ་མཚན་ནོར་བུ་, náboženské jméno tibetsky ཆོས་ཀྱི་རྒྱལ་པོ་, Čhökji Gjälpo, 13. února 1990) je buddhistický mnich, o němž vláda Čínské lidové republiky prohlašuje, že je jedenáctým tibetským pančhenlamou.
Gjälcchän Norbu pochází z okresu Lhari v prefektuře Nagčhu. Rodiče jsou oba příslušníci KS Číny. Mládí prožil v Pekingu, sídlo jeho vlády se nachází v klášteře Tašilhünpo. Většinu času však tráví v Pekingu.

## Spor
Podle tradice výběr pančhenlamy potvrzuje dalajláma.
V roce 1989 zemřel 10. pančhenlama Čhökji Gjalcchän, který po čínské invazi do Tibetu zůstal v zemi. Skupina mnichů z jeho domovského kláštera Tašilhünpo okamžitě s povolením čínské vlády zahájila hledání jeho převtělení. Vůdce skupiny Čhadrël Rinpočhe tajně komunikoval s 14. dalajlamou Tändzin Gjamcchem, který měl potvrdit konečnou volbu. Spojení však bylo odhaleno a Čhadrel byl zatčen.
Konečná volba probíhala v roce 1995 v Pekingu.
14. dalajláma Tändzin Gjamccho uznal jako 11. pančhenlamu Gendüna Čhökjiho Ňimu, který byl taktéž jeden z chlapců v úzkém výběru. Chlapec vzápětí zmizel a od té doby je nezvěstný. Týden poté byl čínskou vládou vybrán jako 11. pančhenlama Gjälcchän Norbu.